# سبوی میلیون ریویی
سبوی میلیون ریویی (انگلیسی: The Million Ryo Pot) یک فیلم به کارگردانی یاماناکا سادائو است که در سال ۱۹۳۵ به نمایش درآمده است.